# Ctenophorus adelaidensis
Espèce
Synonymes
- Grammatophora muricata adelaidensis Gray, 1841

Ctenophorus adelaidensis est une espèce de sauriens de la famille des Agamidae.

## Répartition
Cette espèce est endémique de la côte Sud-Ouest de l'Australie-Occidentale.

## Taxinomie
La sous-espèce Ctenophorus adelaidensis chapmani a été élevée au rang d'espèce.

## Publication originale
- Gray, 1841 : A catalogue of the species of reptiles and amphibia hitherto described as inhabiting Australia, with a description of some new species from Western Australia.  Journals of Two Expeditions of Discovery in North-west and Western Australia, during the years 1837, 38 and 39, under the Authority of Her Majesty's Government, T. & W. Boone, London, vol. 2, p. 422–449 (texte intégral).